# Llista de monuments de Castellfollit de Riubregós
Llista de monuments de Castellfollit de Riubregós inclosos en l'Inventari del Patrimoni Arquitectònic Català per al municipi de Castellfollit de Riubregós (Anoia). Inclou els inscrits en el Registre de Béns Culturals d'Interès Nacional (BCIN) amb la classificació de monuments històrics, els Béns Culturals d'Interès Local (BCIL) de caràcter immoble i la resta de béns arquitectònics integrants del patrimoni cultural català.
| Monument                                             | Protecció   | Estil/època                       | Localització                                                                      | Coordenades                                          | Codi?         | Imatge |
| ---------------------------------------------------- | ----------- | --------------------------------- | --------------------------------------------------------------------------------- | ---------------------------------------------------- | ------------- | --- |
| Monestir de Santa Maria del Priorat                  | BCIN 90-MH  | Romànic, gòtic XI-XII, XIV, XVIII | Castellfollit de Riubregós Sortida al km 28 de la crta. C-1412                    | 41° 46′ 49″ N, 1° 26′ 06″ E / 41.780331°N,1.434917°E | RI-51-0004472 | Monestir de Santa Maria del Priorat (Castellfollit de Riubregós) · Vegeu més fotos d'aquest monument · Carregueu una nova foto d'aquest monument  |
| Castell de Castellfollit, castell de Sant Esteve     | BCIN 654-MH | XII-XIII                          | Castellfollit de Riubregós Al cim de la població, camí des del c. Major           | 41° 46′ 35″ N, 1° 26′ 13″ E / 41.776428°N,1.436990°E | RI-51-0005361 | Castell de Castellfollit (Castellfollit de Riubregós) · Vegeu més fotos d'aquest monument · Carregueu una nova foto d'aquest monument             |
| Torre del Ballester, Torre del Balet                 | BCIN 655-MH | Romànic Medieval                  | Castellfollit de Riubregós Camí rural sortint de la crta. C-1412a km 28,2         | 41° 46′ 40″ N, 1° 26′ 08″ E / 41.777718°N,1.435443°E | RI-51-0005362 | Torre del Ballester (Castellfollit de Riubregós) · Vegeu més fotos d'aquest monument · Carregueu una nova foto d'aquest monument                  |
| Plaça Major                                          |             | Obra popular Medieval             | Castellfollit de Riubregós Pl. Major                                              | 41° 46′ 34″ N, 1° 26′ 17″ E / 41.77613°N,1.43807°E   | IPA-5601      | Plaça Major (Castellfollit de Riubregós) · Vegeu més fotos d'aquest monument · Carregueu una nova foto d'aquest monument                          |
| Capella de Sants Metges                              |             | Obra popular, barroc XVII         | Castellfollit de Riubregós                                                        | 41° 46′ 09″ N, 1° 25′ 18″ E / 41.7692°N,1.42179°E    | IPA-5602      | Capella de Sants Metges (Castellfollit de Riubregós) · Vegeu més fotos d'aquest monument · Carregueu una nova foto d'aquest monument              |
| Cal Millars                                          |             | Obra popular XVI-XVII             | Castellfollit de Riubregós                                                        | 41° 45′ 01″ N, 1° 24′ 58″ E / 41.75032°N,1.41614°E   | IPA-5603      | Cal Millars (Castellfollit de Riubregós) · Vegeu més fotos d'aquest monument · Carregueu una nova foto d'aquest monument                          |
| Barquets                                             |             | Obra popular XVIII-XIX            | Castellfollit de Riubregós                                                        | 41° 46′ 10″ N, 1° 25′ 01″ E / 41.76934°N,1.41686°E   | IPA-5604      | Barquets (Castellfollit de Riubregós) · Vegeu més fotos d'aquest monument · Carregueu una nova foto d'aquest monument                             |
| Cal Guinard                                          |             | Obra popular                      | Castellfollit de Riubregós                                                        | 41° 45′ 48″ N, 1° 25′ 04″ E / 41.76327°N,1.41764°E   | IPA-5605      | Cal Guinard (Castellfollit de Riubregós) · Vegeu més fotos d'aquest monument · Carregueu una nova foto d'aquest monument                          |
| Cal Quec, o Cal Quet                                 |             | Obra popular XVII                 | Castellfollit de Riubregós                                                        | 41° 45′ 03″ N, 1° 24′ 58″ E / 41.75097°N,1.41612°E   | IPA-5606      | Cal Quec (Castellfollit de Riubregós) · Vegeu més fotos d'aquest monument · Carregueu una nova foto d'aquest monument                             |
| La Martina                                           |             | Obra popular                      | Castellfollit de Riubregós                                                        | 41° 47′ 17″ N, 1° 27′ 07″ E / 41.78814°N,1.45193°E   | IPA-5607      | La Martina (Castellfollit de Riubregós) · Vegeu més fotos d'aquest monument · Carregueu una nova foto d'aquest monument                           |
| Cal Badia                                            |             | Obra popular XVII-XVIII           | Castellfollit de Riubregós                                                        | 41° 47′ 32″ N, 1° 26′ 48″ E / 41.79232°N,1.44663°E   | IPA-5608      | Cal Badia (Castellfollit de Riubregós) · Vegeu més fotos d'aquest monument · Carregueu una nova foto d'aquest monument                            |
| Cal Xera                                             |             | Obra popular XVII                 | Castellfollit de Riubregós                                                        | 41° 47′ 52″ N, 1° 26′ 42″ E / 41.7978°N,1.44495°E    | IPA-5609      | Cal Xera (Castellfollit de Riubregós) · Vegeu més fotos d'aquest monument · Carregueu una nova foto d'aquest monument                             |
| Cal Bassols, o Cal Marquès                           |             | Obra popular XVII-XVIII, XIX      | Castellfollit de Riubregós                                                        | 41° 46′ 39″ N, 1° 27′ 41″ E / 41.77737°N,1.46134°E   | IPA-5610      | Cal Marquès (Castellfollit de Riubregós) · Vegeu més fotos d'aquest monument · Carregueu una nova foto d'aquest monument                          |
| Església de la Mare de Déu del Roser                 |             | Historicisme XX                   | Castellfollit de Riubregós Pl. Major                                              | 41° 46′ 34″ N, 1° 26′ 18″ E / 41.77598°N,1.43828°E   | IPA-5611      | Església de la Mare de Déu del Roser (Castellfollit de Riubregós) · Vegeu més fotos d'aquest monument · Carregueu una nova foto d'aquest monument |
| Casal Parroquial                                     |             | Noucentisme XX                    | Castellfollit de Riubregós Ctra. de Castellfollit (enderrocat - ara un habitatge) | 41° 46′ 36″ N, 1° 26′ 17″ E / 41.77659°N,1.43794°E   | IPA-5612      | Carregueu una nova foto d'aquest monument |
| Cal Litet                                            |             | Obra popular XX                   | Castellfollit de Riubregós C. Verge del Roser                                     | 41° 46′ 34″ N, 1° 26′ 20″ E / 41.77618°N,1.43892°E   | IPA-5613      | Cal Litet (Castellfollit de Riubregós) · Vegeu més fotos d'aquest monument · Carregueu una nova foto d'aquest monument                            |
| Casa a la plaça Major                                |             | Noucentisme XX                    | Castellfollit de Riubregós Pl. Major                                              | 41° 46′ 34″ N, 1° 26′ 17″ E / 41.7762°N,1.4381°E     | IPA-5614      | Casa a la plaça Major (Castellfollit de Riubregós) · Vegeu més fotos d'aquest monument · Carregueu una nova foto d'aquest monument                |
| Molí dels Frares, Molí del Priorat, Molí de Balaguer |             | Obra popular XVI-XIX              | Castellfollit de Riubregós Dreta del riu Llobregós                                | 41° 47′ 08″ N, 1° 25′ 40″ E / 41.785546°N,1.427729°E | IPA-26419     | Molí dels Frares (Castellfollit de Riubregós) · Vegeu més fotos d'aquest monument · Carregueu una nova foto d'aquest monument                     |
| Creu de Cervera, creu de terme                       |             | Gòtic XVI                         | Castellfollit de Riubregós Pl. del Castell                                        | 41° 46′ 34″ N, 1° 26′ 16″ E / 41.77622°N,1.43768°E   | IPA-30650     | Creu de Cervera (Castellfollit de Riubregós) · Vegeu més fotos d'aquest monument · Carregueu una nova foto d'aquest monument                      |
| Capella de Sant Pere de Magrà                        |             | Obra popular XVII                 | Castellfollit de Riubregós                                                        | 41° 45′ 14″ N, 1° 26′ 14″ E / 41.75389°N,1.4372°E    | IPA-35950     | Capella de Sant Pere de Magrà (Castellfollit de Riubregós) · Vegeu més fotos d'aquest monument · Carregueu una nova foto d'aquest monument        |
| Molí d'Enfesta                                       |             | Obra popular                      | Castellfollit de Riubregós                                                        | 41° 46′ 45″ N, 1° 28′ 10″ E / 41.779252°N,1.469364°E | IPA-40666     | Carregueu una nova foto d'aquest monument |